# Шангај
Шангај (кин: 上海, Shànghǎi) је највећи град Кине и морско пристаниште на ушћу реке Хуангпу у реку Јангце, непосредно уз обалу Пацифика. Град има статус засебне кинеске покрајине. Према подацима из 2015. године у самом граду је живело 24.152.700 становника, а у ширем подручју око 34.000.000 становника. Највећи је саобраћајни, трговински и индустријски центар земље.
Састоји се од модерног града који обухвата бивше британске, америчке и француске четврти с пословним градским рејонима и старе кинеске вароши (кинески Хутсен). Поседује велике новчане заводе, продавнице, хотеле, универзитет, Кинеску академију наука, опсерваторије, музеје, позоришта, библиотеке и др.
Из Шангаја полазе железничке пруге за Нанкинг, Пекинг и Хангџоу. Развијена је индустрија гвожђа и челика, машина, бродова, електротехнике, хемије, текстила, керамике, хартије, коже и обуће, дувана, стакла, цемента и др.
Главна предграђа су: Нантао на југу, Чапеј на северу, одвојен реком Сучоу, Путунг на десној обали реке Хуангпу, Вусунг са главном луком на ушћу реке Хуангпу у Јангце, Хонгкоу или бивша америчка концесија до 1949. године, Хангџоу с великим аеродромом и др. Основан је у 11. веку.

## Историја

### Настанак града
Шангај се први пут појављује 960. као село. Са привредним развојем делте реке Јангце развијао се и Шангај. Порески биро је овде отворен 1074. До 1264. повезао се са три суседна села. У ово време Шангај је био трговачка лука одакле се памук извозио у Пекинг, унутрашњост земље, или у Јапан. До времена династије Ћинг (1644–1911) велике цеховске организације су поделиле економску, и делом политичку, власт у граду.

### Стране концесије
После Опијумских ратова, Велика Британија је 1842. Уговором из Нанкинга обезбедила отварање Шангаја за трговину са европским трговцима. Британци су одабрали Шангај јер је град од 1840-их постао најзачајнији трговачки град Источне Азије. Са трговцима овде су стигли и хришћански мисионари. Мисионари и трговци су уживали слободу боравка и имали политички имунитет.
За Британцима су 1847. стигли Французи, и ове две силе су у граду успоставиле прве стране концесије. Британци су изабрали Бунд и област северно од старог града, док су Французи изабрали југозападни део града у коме су француски мисионари 200 година раније изградили катедралу. У међувремену у граду је настала и јеврејска заједница.
Американци су стигли 1863, Јапанци 1895. Населили су се уз британску концесију, и тако је настало „Међународно насеље“ (International Settlement). У овом привилегованим енклавама, које су формиране на неодређено време, трговци су се налазили у правном систему своје сопствене земље. Постојале су и посебне полицијске снаге.
Због повољног положаја у близини главних трговачких путева свиле и чаја, Шангај се до 1900. развио у важну луку и индустријски центар. Шангај је контролисала „Зелена банда“, организација настала у 18. веку од беспослених морнара, која је до 1920. себи потчинила подземље у Шангају. Били су познати по окрутном обрачунавању са онима који су им сметали.
Током Тајпиншког устанка (1851–1864) многи сељаци су од масакра побегли у Шангај и постали јефтина радна снага. Људе је привлачио и просперитет града. Тиме се формирао први кинески градски пролетаријат, који је у ужасним и нестабилним условима тадашњег радничког живота био потенцијално језгро револуције. Индустријски значај Шангаја и његов број становника су се брзо повећавали. И у време Боксерског устанка (1900) и пада последњег цара (1911) многи људи су похрлили у међународне концесије.

### Шангај постаје метропола
Од краја 19. века до 1920-их Шангај се развио у светску метрополу. Почетком 20. века број становника је премашио милион. Од 1918. у граду је деловао државник и револуционар Суен Јатсен. Олдос Хаксли је 1926. описао Шангај: Толико живота, тако брижљиво усмереног, који тече тако снажно - тај призор у мени изазива нешто као језу. Шангај је постао синоним за грех, авантуризам и богатство. Овде су боравили славни: Ноел Кауард, Мери Пикфорд, Бертран Расел, Џорџ Бернард Шо, Андре Малро, Илегални посластичари, гроф Ћано, Чарли Чаплин. И кинески комунизам вуче своје корене из Шангаја. Овде је 1915. Чен Дусјиу почео да издаје часопис „Младост“, касније „Нова младост“, који је имао великог утицаја на кинеску јавност.
Кинези су развили интересовање за политику и национално буђење. Чен Дусјиу је био један од организатора протеста који су кулминирали у генералном штрајку 5. јуна 1919. против страних империјалиста. У Шангају је 1921. основана Комунистичка партија Кине.
Британски војници су 30. маја 1925. пуцали на студенте који су демонстрирали. Проглашена је национална револуција. Године 1927. национална армија под вођством Чанг Кај Шека, уз помоћ комуниста, заузела је град и поставила на власт Куоминтанг. Исте године власт је брутално угушила протесте (види: Шангајски масакр), када је у пар недеља погубљено 5000 људи без суђења.
У току Манџурске кризе 1931. дошло је до бојкота јапанске робе. Дана 28. јануара 1932. јапанска армија је са 70.000 војника окупирала град. Сукоб се завршио маја 1933. поновним успостављањем нормалне трговине и демилитаризацијом области око града.

### Јапанско-кинески рат
Током Другог јапанско-кинеског рата 1937. дошло је до друге битке за Шангај. После борби у којима су претрпеле тешке губитке, јапанске снаге су заузеле град 9. новембра. У предграђима се концентрисао велики број кинеских избеглица које су живеле у тешким условима. У самом граду су владали наркокартели и анархија.
Кратко после напада на Перл Харбор децембра 1941, чиме су САД увучене у Рат на Пацифику, Јапанци су у Шангају интернирали држављане земаља савезница, осим Француза које су сматрали за савезнике (Вишијевска Француска). Од 1943. интернирали су и око 18.000 немачких и аустријских јевреја који су се овамо склонили.
После рата град је враћен Кини, јер су се САД, Британија и Француска током рата одрекли својих претензија на град.

### Комунисти преузимају власт
Када су комунисти 27. маја 1949. под вођством Мао Цедунга умарширали у Шангај, преузели су контролу над најважнијим привредним и трговинским центром Азије као и над профитабилном међународном луком. Док су страни трговци очекивали да ће поново моћи да отворе своје радње, нови режим је одлучио да се Шангај, као и цела Кина, мора радикално променити. Због тога су се многе стране фирме преселиле у Хонгконг. Најсиромашније четврти су сравњене са земљом да би се на њиховом месту подигли стамбени блокови. Криминалци и проститутке су одведени на преваспитавање. Страни капитал је конфискован или оптерећен високим порезима.
Покрет Куоминтанг, под вођством Чанг Кај Шека, успео је да при повлачењу на Тајван са собом однесе златне резерве Националне банке Кине. Шангај је тако остао као град без новчаних средстава. У периоду од 35 година западни утицаји су потискивани. Шангај је остао тврђава радикалних комунистичких мислилаца. Из Шангаја је 1966. кренула Културна револуција. Неки од црвених гардиста су прокламовали Шангајску комуну пре него што су кренули у рушења и освете по граду у коме се развила борба фракција. После смрти Мао Цедунга 1976, Шангај је био последњи бастион Четворочлане банде која се борила да заузме Маово место.
До 1980-их су централне власти биле свесне опадања значаја Шангаја, јер су се неки од тржишних вишкова из дугих делова земље преусмеравали у Шангај. Онда су у први план су избиле личности које су се залагале за поновну изградњу Шангаја као метрополе.

### Период привредног раста
Средином 1980-их донета је одлука да Шангај поново добије улогу предводника у модернизацији Кине. То је довело до енормног раста индустријске производње и страних инвестиција. Године 1990. основана је Специјална привредна зона Пудонг, и тиме утемељен „Нови Бунд“.
Град се профилисао као центар за развој биотехнологије, информационих технологија и микроелектронике. У њему је седиште бројних међународних финансијских институција. У Шангају се налази највиша зграда у Кини, Шангајски светски трговински центар висок 492 метра. То је једини град у свету у коме редовно саобраћа магнетни воз.
Неки од проблема у Шангају још нису решени, као што су изузетна пренасељеност, бука, загађеност ваздуха и реке.
Град је 1996. проглашен за један од еколошки најугроженијих градова на свету. Појавили су се и социјални проблеми за које су комунисти од 1949. сматрали да су заувек решени: незапосленост, наркоманија и проституција.

## Географија
Површина Шангаја износи 6.340,5 km².
Шангај лежи на источној Кинеској обали, на приближно једнаком растојању од Пекинга и Гуангзхоу. Стари град и модерни центар Шангаја су лоцирани у центру експандирајућег полуострва између делте реке Јангцекјанг на северу и Хангџоу залива на југу, формираном путем природних депозита реке Јангцекјанг и модерних пројеката амелиорације земљишта. Општина Шанга има провинцијални статус и управља источним делом полуострва и већином оближњих острва. Она се граничи на северу и западу са Јангцекјанг, на југу са Џеђанг, и на истоку са Источним кинеским морем. Њена најсевернија тачка је на острву Цхонгминг, другом по величини острву континенталне Кине након његове експанзије током 20. века. Општина не обухвата, ексклаву Ђангсуа на северном Xуонгмингу нити два острва која формирају Шангајску луку Јангшан, која су део Џеђанга у округу Шенгси. Та лука са дубиком водом је постала неопходна са повећањем величине контејнерских бродова, као и због замуљавања реке Јангцекјанг, која се сужава на мање од 20 m на 70 km од острва Хенгша.
- Мапа Шангаја (центра и источног дела) са Ђангсу (северно) и Џеђанг (јужно) приказује развијене области око Шангаја, Нанкинг (тамно зелено), и Хангџоу у зеленом. Провинцијске границе су обојене љубичасто, а потпровинцијске сиво.
- Сателитски снимак у природним бојама приказује урбану област Шангаја из 2005, заједно са његовим главним острвима (са северозапада до југоистока) Џуонгминг, Чангсин, Хенгша, и Ђудуанша окружују Пудонг.

Центар Шангаја је подељен реком Хуанпу, вештачком притоком реке Јангце која је направљена по наређењу лорда Џуншена током периода Зараћених држава. Историјски центар града је био лоциран на западној обали Хуангпу (Пуси), у близини ушћа Суџоу потока, који га повезује са језером Тај и Великим кинеским каналом. Централни финансијски дистрикт Луђацуеј је израстао на источној обали Хуангпу (Пудонг). Деструкција локалних мочвара ради изградње међународног аеродрома Пудонг дуж источне обале полуострва је донекле поремећена ради заштите и проширења оближњих плићака Ђудуанша као резервата природе.
Шангај је лоциран на алувијалној равни, те је велика већина његових 6340,5 km² равна, са просечном елевацијом од 4 m. Због његовог песковитог земљишта његови облакодери су направљени са дубоким бетонским темељима да би се спречило утањање у меко земљиште централне области. Малобројна брда попут Ше Шана леже на југозападу, а највиша тачка је врх острва Дађиншан у Хангџоу заливу са 103 m. Град садржи мноштво река, канала, потока и језера, и познат је по својим богатим воденим ресурсима као део слива језера Тај.

### Клима
Шангај има влажну суптропску климу (Кепен Cfa), са четири дистинктне сезоне. Зиме су хладне и влажне, и хладни северозападни ветрови са Сибира могу да узрокују пад ноћне температуре до испод нуле, мада се ретко догађа да година има више од једног или два дана са снежним падавинама. Лета су топла и влажна, са у просеку 8,7 дана годишње са температуром од преко 35 °C; повремене провале облака или олује са грмљавином су могуће. Град је такође подложан тајфунима током лета и почетком јесени, ниједан од којих задњих година није узроковао знатнију штету. Најпријатнија сезона је пролеће, мада је променљиво и чест пада киша, и јесен, која је генерално сунчана и сува. Просечна температура у граду је 4,2 °C у јануару и 27,9 °C у јулу, са годишњим просеком од 16,1 °C. Месечни просек могућег сунчаног времена је у опсегу од 34% у марту до 54% у августу, и град добија 1.895 сунчаних сати годишње. Екстремне температуре у опсегу општине су забележене: 40,8 °C на дан 7. августа 2013, и −12,1 °C на дан 19. јануара 1893.
| Клима Шангај (нормале 1991–2010, екстреми 1951–садашњост) | Клима Шангај (нормале 1991–2010, екстреми 1951–садашњост) | Клима Шангај (нормале 1991–2010, екстреми 1951–садашњост) | Клима Шангај (нормале 1991–2010, екстреми 1951–садашњост) | Клима Шангај (нормале 1991–2010, екстреми 1951–садашњост) | Клима Шангај (нормале 1991–2010, екстреми 1951–садашњост) | Клима Шангај (нормале 1991–2010, екстреми 1951–садашњост) | Клима Шангај (нормале 1991–2010, екстреми 1951–садашњост) | Клима Шангај (нормале 1991–2010, екстреми 1951–садашњост) | Клима Шангај (нормале 1991–2010, екстреми 1951–садашњост) | Клима Шангај (нормале 1991–2010, екстреми 1951–садашњост) | Клима Шангај (нормале 1991–2010, екстреми 1951–садашњост) | Клима Шангај (нормале 1991–2010, екстреми 1951–садашњост) | Клима Шангај (нормале 1991–2010, екстреми 1951–садашњост) |
| Показатељ \ Месец                                         | .Јан.                                                     | .Феб.                                                     | .Мар.                                                     | .Апр.                                                     | .Мај.                                                     | .Јун.                                                     | .Јул.                                                     | .Авг.                                                     | .Сеп.                                                     | .Окт.                                                     | .Нов.                                                     | .Дец.                                                     | .Год.                                                     |
| --------------------------------------------------------- | --------------------------------------------------------- | --------------------------------------------------------- | --------------------------------------------------------- | --------------------------------------------------------- | --------------------------------------------------------- | --------------------------------------------------------- | --------------------------------------------------------- | --------------------------------------------------------- | --------------------------------------------------------- | --------------------------------------------------------- | --------------------------------------------------------- | --------------------------------------------------------- | --------------------------------------------------------- |
| Апсолутни максимум, °C (°F)                               | 22,1 (71,8)                                               | 27,0 (80,6)                                               | 29,6 (85,3)                                               | 34,3 (93,7)                                               | 35,5 (95,9)                                               | 37,5 (99,5)                                               | 39,2 (102,6)                                              | 39,9 (103,8)                                              | 38,2 (100,8)                                              | 34,0 (93,2)                                               | 28,7 (83,7)                                               | 23,4 (74,1)                                               | 39,9 (103,8)                                              |
| Максимум, °C (°F)                                         | 8,1 (46,6)                                                | 10,1 (50,2)                                               | 13,8 (56,8)                                               | 19,5 (67,1)                                               | 24,8 (76,6)                                               | 27,8 (82)                                                 | 32,2 (90)                                                 | 31,5 (88,7)                                               | 27,9 (82,2)                                               | 22,9 (73,2)                                               | 17,3 (63,1)                                               | 11,1 (52)                                                 | 20,58 (69,04)                                             |
| Просек, °C (°F)                                           | 4,8 (40,6)                                                | 6,6 (43,9)                                                | 10,0 (50)                                                 | 15,3 (59,5)                                               | 20,7 (69,3)                                               | 24,4 (75,9)                                               | 28,6 (83,5)                                               | 28,3 (82,9)                                               | 24,9 (76,8)                                               | 19,7 (67,5)                                               | 13,7 (56,7)                                               | 7,6 (45,7)                                                | 17,05 (62,69)                                             |
| Минимум, °C (°F)                                          | 2,1 (35,8)                                                | 3,7 (38,7)                                                | 6,9 (44,4)                                                | 11,9 (53,4)                                               | 17,3 (63,1)                                               | 21,7 (71,1)                                               | 25,8 (78,4)                                               | 25,8 (78,4)                                               | 22,4 (72,3)                                               | 16,8 (62,2)                                               | 10,6 (51,1)                                               | 4,7 (40,5)                                                | 14,14 (57,45)                                             |
| Апсолутни минимум, °C (°F)                                | −10,1 (13,8)                                              | −7,9 (17,8)                                               | −5,4 (22,3)                                               | −0,5 (31,1)                                               | 6,9 (44,4)                                                | 12,3 (54,1)                                               | 16,3 (61,3)                                               | 18,8 (65,8)                                               | 10,8 (51,4)                                               | 1,7 (35,1)                                                | −4,2 (24,4)                                               | −8,5 (16,7)                                               | −10,1 (13,8)                                              |
| Количина падавина, mm (in)                                | 74,4 (2,929)                                              | 59,1 (2,327)                                              | 93,8 (3,693)                                              | 74,2 (2,921)                                              | 84,5 (3,327)                                              | 181,8 (7,157)                                             | 145,7 (5,736)                                             | 213,7 (8,413)                                             | 87,1 (3,429)                                              | 55,6 (2,189)                                              | 52,3 (2,059)                                              | 43,9 (1,728)                                              | 1.166,1 (45,909)                                          |
| Дани са падавинама (≥ 0.1 mm)                             | 9,9                                                       | 9,2                                                       | 12,4                                                      | 11,2                                                      | 10,4                                                      | 12,7                                                      | 11,4                                                      | 12,3                                                      | 9,1                                                       | 6,9                                                       | 7,6                                                       | 7,7                                                       | 120,8                                                     |
| Релативна влажност, %                                     | 74                                                        | 73                                                        | 73                                                        | 72                                                        | 72                                                        | 79                                                        | 77                                                        | 78                                                        | 75                                                        | 72                                                        | 72                                                        | 71                                                        | 74                                                        |
| Сунчани сати — месечни просек                             | 114,3                                                     | 119,9                                                     | 128,5                                                     | 148,5                                                     | 169,8                                                     | 130,9                                                     | 190,8                                                     | 185,7                                                     | 167,5                                                     | 161,4                                                     | 131,1                                                     | 127,4                                                     | 1.775,8                                                   |
| Извор: Кинеска метереолошка администрација                |                                                           |                                                           |                                                           |                                                           |                                                           |                                                           |                                                           |                                                           |                                                           |                                                           |                                                           |                                                           |                                                           |

## Политика
Попут виртуално свих владиних институција у копненој Народној Републици Кини, политика Шангаја је организована као дуални страначко-владин систем, у коме секретар партијског комитета, са званичним именом секретар шангајског општинског комитета Комунистичке партије Кине (тренутно Хан Џенг), има виши ранг од градоначелника (тренутно Јанг Сјунг).

## Становништво
Према процени, у граду је 2009. живело 13.831.900 становника.
| 1990.     | 2000.      | 2009.      |
| --------- | ---------- | ---------- |
| 7.821.787 | 12.531.139 | 13.831.900 |

## Партнерски градови
| - Јокохама - Осака - Милано - Ротердам - Сан Франциско - Загреб - Осака - Хамхунг - Metro Manila - Карачи - Антверпен - Монтреал - Пиреј - Војводство Поморје - Чикаго | - Хамбург - Казабланка - Марсељ - Сао Пауло - Санкт Петербург - Квинсленд - Истанбул - Хаифа - Бусан - Хо Ши Мин - Порт Вила - Данидин - Ташкент - Порто - 'Adan Governorate | - Виндхук - Santiago de Cuba Province - Еспо - Росарио - Халиско - Ливерпул - Мапуто - Chiang Mai - Дубаи - Квазулу-Натал - Гвајакил - Валпараисо - Барселона - Осло - Констанца | - Коломбо - Братиславски крај - Средишња Данска - Корк - Источна Јава - Рона-Алпи - Пном Пен - Салцбург - Квебек - Владивосток - South Jeolla Province - Сити - Нагасаки - North Jeolla Province - Базел | - Александрија - Лил - Гдањск - Лондон - Дубаи - Хираката - Нејагава - Okahandja - Аден - Izumisano - Никозија - Бангкок - Винстон-Сејлем - Констанца - Јао |